# Villers-sous-Prény
Villers-sous-Prény ist eine französische Gemeinde mit 330 Einwohnern (Stand: 1. Januar 2022) im Département Meurthe-et-Moselle in der Region Grand Est (bis 2015 Lothringen). Sie gehört zum Arrondissement Nancy und zum Kanton Pont-à-Mousson. 

## Geografie
Villers-sous-Prény liegt etwa 31 Kilometer nordnordwestlich von Nancy. Umgeben wird Villers-sous-Prény von den Nachbargemeinden Vandières im Norden und Nordosten, Norroy-lès-Pont-à-Mousson im Osten und Süden sowie Vilcey-sur-Trey im Westen.
Die Gemeinde liegt im Regionalen Naturpark Lothringen.

## Bevölkerungsentwicklung
| Jahr                       | 1962 | 1968 | 1975 | 1982 | 1990 | 1999 | 2006 | 2019 |
| Einwohner                  | 339  | 284  | 297  | 344  | 352  | 340  | 345  | 339  |
| Quellen: Cassini und INSEE |      |      |      |      |      |      |      |      |

## Sehenswürdigkeiten
- Kirche Saint-Blaise aus dem 18. Jahrhundert

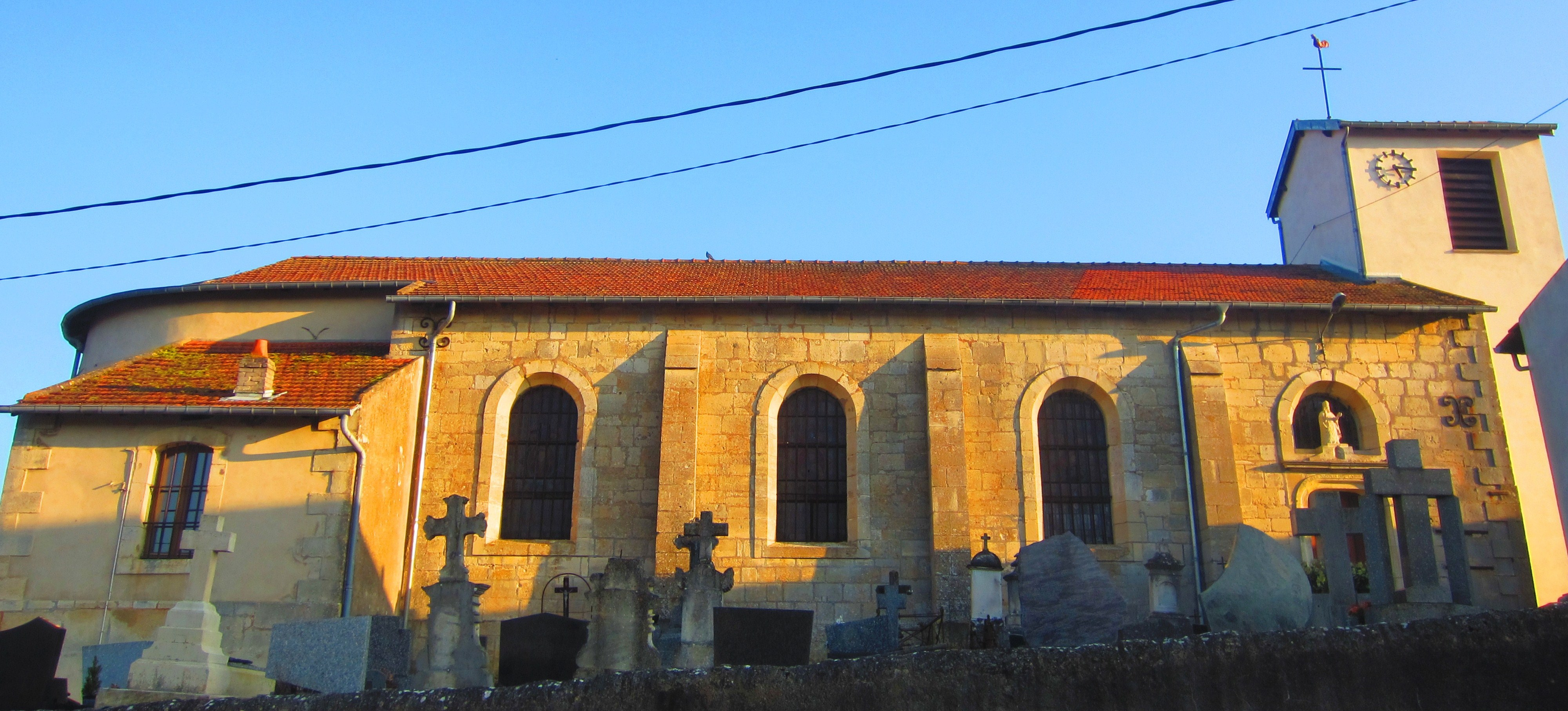
Kirche Saint-Blaise

- Schloss aus dem 18. Jahrhundert